# إيزابيل سودربرغ
إيزابيل سودربرغ (بالسويدية: Isabelle Söderberg)‏ مواليد 28 مايو 1989، هو دراج سويدي. شارك في دورة الألعاب الأولمبية الصيفية.

## روابط خارجية
- إيزابيل سودربرغ على موقع الاتحاد الدولي للدراجات (الإنجليزية)
- إيزابيل سودربرغ على موقع إحصائيات الدراجات الإحترافية (الإنجليزية)
- إيزابيل سودربرغ على موقع نسبة الدراجات (الإنجليزية)
- إيزابيل سودربرغ على موقع أوليمبيديا (الإنجليزية)
- إيزابيل سودربرغ على موقع اللجنة الأولمبية السويدية (السويدية)